# John Michael Plumb
John Michael Plumb (* 28. März 1940 in Islip, New York) ist ein US-amerikanischer Vielseitigkeitsreiter.
Er hat an sieben Olympischen Spielen teilgenommen und gehört somit zu den Sportlern mit den meisten Teilnahmen überhaupt. Zwei weitere Teilnahmen wurden 1980 durch den Olympiaboykott der USA und 1988 durch eine Verletzung verhindert. Plumb gewann sechs olympische Medaillen, darunter zwei Goldmedaillen im Mannschaftswettbewerb.